# Abflammen

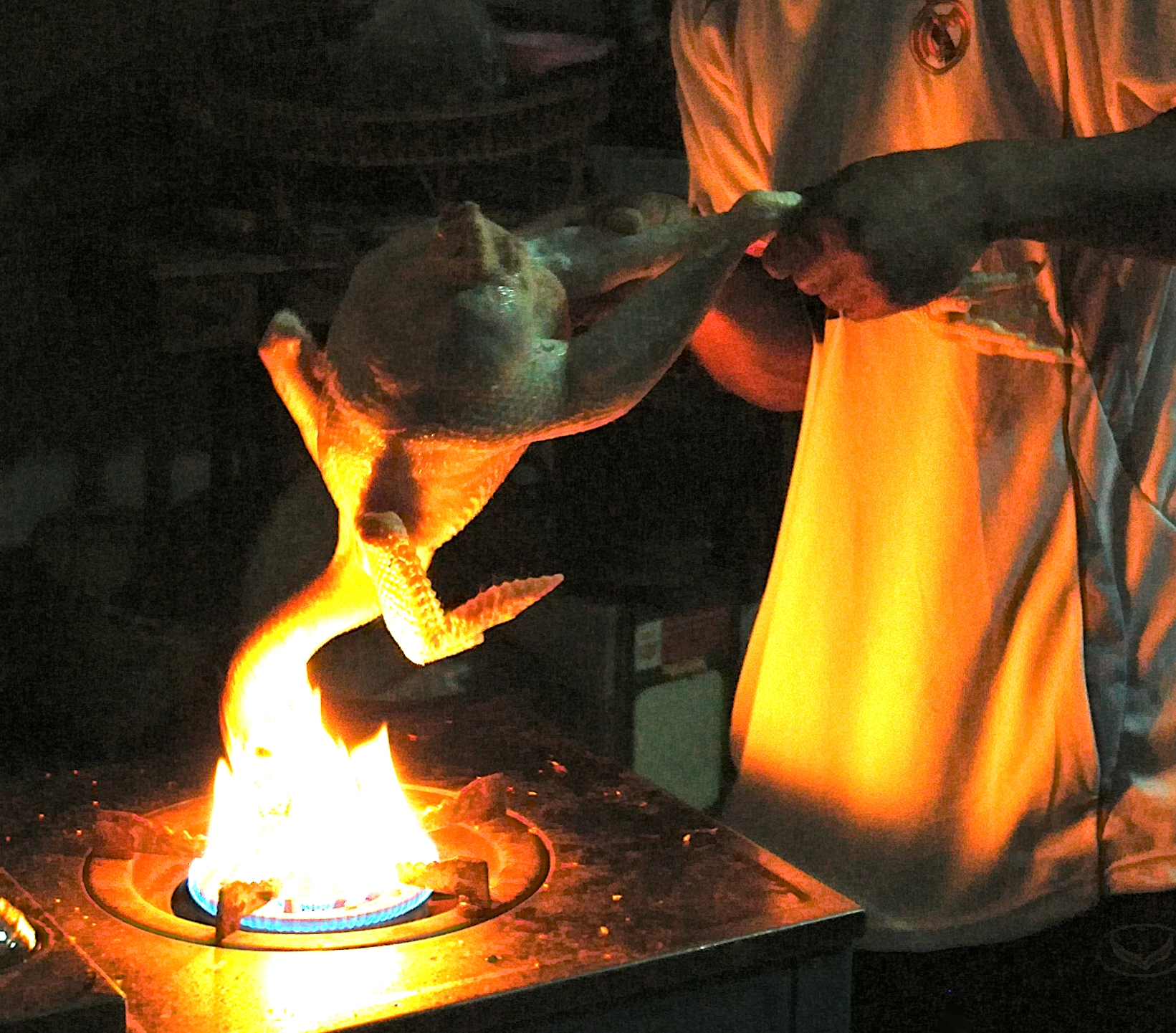
Abflammen eines geschlachteten und gerupften Huhns (hier über einem Gaskochherd).

Als Abflammen oder Sengen bezeichnet man ein Vorbereitungsverfahren in der Lebensmittelherstellung.
Vor der Zubereitung wird geschlachtetes Geflügel zuerst gerupft und dann abgeflammt. Durch die offene Flamme werden restliche Federn, kleine Härchen und Stoppeln entfernt. Bei Schweinen werden durch das Abflammen die nach mechanischer Entfernung verbliebenen Borsten beseitigt.